# Usbekodesmus redikorzevi
Usbekodesmus redikorzevi är en mångfotingart som beskrevs av Hans Lohmander 1933. Usbekodesmus redikorzevi ingår i släktet Usbekodesmus och familjen plattdubbelfotingar. Inga underarter finns listade i Catalogue of Life.